# Kaliber 45
Kaliber 45 är en bokserie utgiven av B. Wahlströms bokförlag under 1970-talet. Serien utgjordes av westernromaner i pocketformat.
| Volym | Titel                   | Författare         | Utgivningsår |
| ----- | ----------------------- | ------------------ | ------------ |
| 5     | Fargo i helvetesdalen   | John Benteen       | ?            |
| 15    | Grym jakt               | George G. Gilman   | ?            |
| 23    | Slåss för livet         | George G. Gilman   | ?            |
| 25    | Överfallet              | George G. Gilman   | ?            |
| 29    | Jagade av alla          | Dwight Bennet      | ?            |
| 33    | Fargo slår till         | John Benteen       | 1975         |
| 34    | Blodigt spel            | ?                  | 1975         |
| 35    | Stad utan nåd           | George G. Gilman   | 1975         |
| 37    | Hämndens lag            | Brett Sanders      | 1975         |
| 38    | Lockande guld           | George G. Gilman   | 1976         |
| 39    | Hämndens väg            | Brett Sanders      | 1976         |
| 40    | Blodigt hat             | Charles C. Garrett | 1976         |
| 51    | Fargo utmanar döden     | John Benteen       | 1977         |
| 54    | Duell i Las Cruces      | Bret Sanders       | 1977         |
| 65    | Snabb-Skyttarna         | Marshall Grover    | ?            |
| 66    | Ranch-kriget            | Kirk Hamilton      | ?            |
| 67    | I Hatets skugga         | Walt Beaumont      | 1979         |
| 68    | Rånarna i Primero Wells | Marshall Grover    | ?            |
| 69    | Tre måste död           | Kirk Hamilton      | 1979         |
| 70    | Med döden i hälarna     | Johnny Nelson      | ?            |
| 71    | Blodig fälla            | George G. Gilman   | ?            |
| 72    | Högt spel               | Marshall Grover    | ?            |
| 73    | Blodröd hämnd           | Charles C. Garrett | 1980         |
| 74    | Jag ger mig aldrig      | Owen G. Irons      | ?            |
| 75    | Mannen utan nåd         | Charles C. Garrett | ?            |
| 76    | Dödens stad             | Barry Cord         | ?            |
| 77    | Betala i blod           | Charles C. Garrett | 1981         |
| 78    | Sheriffen i Vendado     | Chuck Adams        | ?            |
| 79    | Blod i snö              | Charles C. Garrett | 1981         |